# Intimrasur

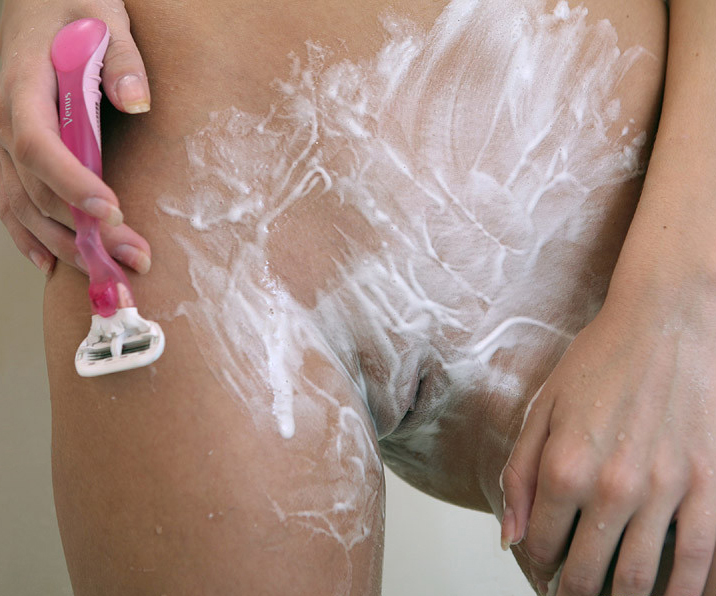
Intimrasur

Intimrasur bezeichnet die teilweise oder vollständige Entfernung der Schambehaarung mittels Rasur. Der Begriff „Intimrasur“ wird häufig synonym für alle Formen der Schamhaarentfernung verwendet.

## Form und Verbreitung
Es lässt sich dabei zwischen der Trockenrasur mittels Rasierapparat und der Nassrasur unterscheiden, die meist unter der Dusche oder mit Hilfe von Rasierschaum durchgeführt wird. 
Die Intimrasur ist eine kulturelle Praxis mit einer langen Tradition, in zahlreichen Kulturkreisen weltweit entfernen Frauen und Männer die Schambehaarung mittels Rasur. Während in Europa bis in die 1990er Jahre Schambehaarung (wie auch Körperbehaarung allgemein) durchaus üblich war, setzte sich seitdem auch hier die Entfernung der Schamhaare zunehmend als ästhetische Norm durch. Neben anderen Verfahren kommt hierzu überwiegend die Rasur zum Einsatz.